# Ashton-under-Lyne
Ashton-under-Lyne – miasto w Anglii, na terenie hrabstwa Wielki Manchester.
Miasto jest położone na wschodzie dystryktu metropolitalnego Tameside, za obwodnicą M60 (zjazd nr 23), na pagórkowatym podnóżu Gór Pennińskich. Leży na wysokości 150 metrów nad poziomem morza. Zwane jest w skrócie Ashton. W 2001 roku miasto liczyło 43 236 mieszkańców.
Znajduje się tu galeria i „Museum of the Manchester Regiment”, muzeum łodzi „Portland Basin”. W pobliżu tego muzeum położone jest osiedle, zamieszkane przez dużą grupę miejscowej Polonii.
Miasto jest ośrodkiem przemysłowym. Produkuje się tu głównie: wyroby metalowe, meble, ceramikę sanitarną. Ważną gałęzią przemysłu jest przetwórstwo spożywcze, głównie mięsne. Ważną dziedziną gospodarki jest również handel detaliczny. W Ashton swoje supermarkety mają wszystkie wielkie sieci handlowe Wielkiej Brytanii, m.in.: Aldi, Argos, Asda, Ikea, Iceland, Lidl, Marks & Spencer, Morrisons, Sainsbury’s oraz wiele innych. Drobni handlowcy dysponują reprezentacyjnymi obiektami, jak: Ashton Arcades oraz „Ashton Market Hall”, którą po zniszczeniach w pożarze z maju 2004 ponownie oddano do użytku 28 listopada 2008 r..
W okresie Rewolucji Przemysłowej w mieście skupiona była produkcja części do maszyn włókienniczych oraz przetwórstwo bawełny.  W okresie swojego największego rozkwitu, w roku 1861 miasto liczyło 65 306 mieszkańców. Według spisu ludności z 2001 roku, liczba mieszkańców wynosiła 43 236.

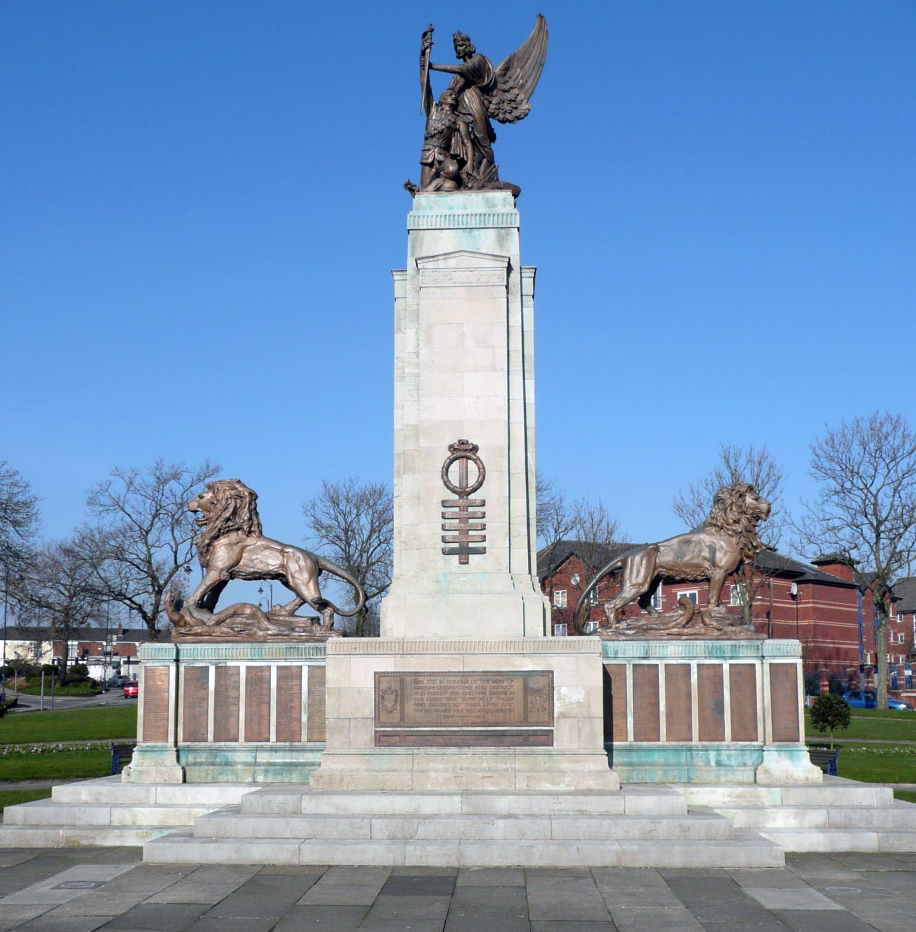
Pomnik wojenny

## Osoby związane z Ashton-under-Lyne
W Ashton urodziły się m.in. takie osoby jak: Geoff Hurst, Simone Perrotta, Brian Wilde i Margaret Beckett.
Od 1966 do 1983 proboszczem miejscowej polskiej Parafii Matki Boskiej Częstochowskiej był ks. kan. Michał Lewandowski.